# 838 Seraphina
A 838 Seraphina (ideiglenes jelöléssel 1916 AH) a Naprendszer kisbolygóövében található aszteroida. Max Wolf fedezte fel 1916. szeptember 24-én.